# Lista över slott och herrgårdar i Dalsland
Listan visar ett urval av de viktigaste slotten och herrgårdarna och redovisar även numera försvunna egendomar. Listan bygger huvudsakligen på Historiskt-geografiskt och statistiskt lexikon öfver Sverige i 7 band, Stockholm 1856-1870 och Carl Martin Rosenbergs Geografiskt-statistiskt handlexikon öfver Sverige, Stockholm 1882-1883 samt Slott och herresäten i Sverige, Allhems förlag, Malmö, 1966-1971.

## Slott och borgar
| Bild | Namn     | Typ      | Kommun   | Läge                                          | BBR id |
| ---- | -------- | -------- | -------- | --------------------------------------------- | ------ |
|      | Dalaborg | borgruin | Mellerud | 58°36′12″N 12°36′20″Ö / 58.60333°N 12.60556°Ö |        |

## Herrgårdar
| Bild | Namn                  | Typ      | Kommun     | Läge                                            | BBR id |
| ---- | --------------------- | -------- | ---------- | ----------------------------------------------- | ------ |
|      | Baldersnäs            | herrgård | Bengtsfors | 58°57′45″N 12°16′30″Ö / 58.9625°N 12.275°Ö      |        |
|      | Billingsholm          | herrgård | Bengtsfors | 58°59′12″N 12°15′50″Ö / 58.98661°N 12.26391°Ö   |        |
|      | Björnebols säteri     | herrgård | Mellerud   |                                                 |        |
|      | Ekarebols herrgård    | herrgård | Mellerud   |                                                 |        |
|      | Ekholmens herrgård    | herrgård | Mellerud   | 58°43′24″N 12°23′03″Ö / 58.72346°N 12.38422°Ö   |        |
|      | Forsane herrgård      | herrgård | Vänersborg | 58°29′5″N 12°15′20″Ö / 58.48472°N 12.25556°Ö    |        |
|      | Kuseruds herrgård     | herrgård | Mellerud   | 58°35′45″N 12°24′31″Ö / 58.59583°N 12.40861°Ö   |        |
|      | Kvantenburgs herrgård | herrgård | Mellerud   | 58°35′45″N 12°34′25″Ö / 58.595833°N 12.573611°Ö |        |
|      | Lövås säteri          | herrgård | Vänersborg | 58°32′38″N 12°27′32″Ö / 58.54389°N 12.45889°Ö   |        |
|      | Nygårds herrgård      | herrgård | Åmål       | 59°02′45″N 12°41′18″Ö / 59.0459°N 12.6884°Ö     |        |
|      | Ryrs säteri           | herrgård | Munkedal   |                                                 |        |
|      | Upperud               | herrgård | Mellerud   | 58°48′29″N 12°26′12″Ö / 58.80803°N 12.43666°Ö   |        |
|      | Vågsäters herrgård    | herrgård | Munkedal   | 58°28′05″N 11°47′17″Ö / 58.468°N 11.788°Ö       |        |
|      | Västergården          | herrgård | Mellerud   | 58°36′57″N 12°23′23″Ö / 58.61583°N 12.38972°Ö   |        |